# Râul Valea Cailor, Cetea
Râul Valea Cailor este un curs de apă, afluent al râului Cetea.

## Hărți
- Harta Munții Apuseni
- Harta județului Bihor